# 任本照
任本照，安徽旌德人，是一名清朝政治人物。
任本照曾于1881年接替方荪任金山县知县一职，1882年由任焕奎接任。